# Victoria Mayer
María Victoria Mayer (Santa Fe (Argentina), 19 de junio de 2001), más conocida como Victoria Mayer, es una jugadora argentina de voleibol que se desempeña como armadora. Tras un comienzo en el voleibol local, continuó su carrera en el exterior. Desde el año 2019 integra la selección femenina de voleibol de Argentina de mayores, formando parte del plantel que participó en los juegos olímpicos de Tokio 2020 y el mundial de voleibol femenino de 2022, además de distintos torneos a nivel juvenil. Participó del Campeonato Mundial de Voleibol Femenino de 2022, donde culminó entre las cuatro mejores armadoras del certamen.

## Clubes
Luego de iniciar su carrera en el exterior en el Flamengo de Brasil, hizo su debut en la Serie A1 de Italia en septiembre de 2020 con el Reale Mutua Fenera Chieri ’76. En 2021 se sumó al SF Paris Saint-Cloud de la liga francesa. Finalizada la temporada 2021/22 retornó a la serie A1 italiana para sumarse al Unet E-Work Busto Arsizio. El equipo italiano a poco de comenzar los play-offs sufrió las lesiones de sus armadoras Sofia Monza y Jordyn Poulter, y ante la imposibilidad de fichar a Laura Dijkema, incorporó a la argentina, que había cerrado su temporada con el SF París dias antes. Tras este breve paso por el club italiano, volvió a Francia, esta vez para desempeñarse en el Volley Mulhouse Alsace. Con este equipo consiguió la Supercopa francesa en 2022 y el subcampeonato de liga en la temporada 2022/23, enfrentando en ambas finales al mismo rival, el Volero Le Cannet. En mayo de 2023 el club francés anunció la renovación de su contrato para la temporada 2023/24, señalándola como «revelación de la temporada» y «un factor fundamental en la construcción del nuevo equipo», a decir de su entrenador François Salvagni.

## Trayectoria
- Club Regatas Santa Fe
- Club Atlético San Jorge (2017/18)
- Club de Gimnasia y Esgrima La Plata (2018/19)
- Clube de Regatas do Flamengo  (2019/20)
- Reale Mutua Fenera Chieri ’76  (2020/21)
- SF Paris Saint-Cloud  (2021/22)
- Unet E-Work Busto Arsizio  (2022)
- Volley Mulhouse Alsace  (2022/24)[13][14][15]

## Selección nacional
En 2023 formó parte del seleccionado argentino que logró por primera vez coronarse campeón de la Copa Panamericana y recuperar el segundo puesto del Campeonato Sudamericano después de 10 años. En el Torneo de Clasificación Olímpica de 2023 culminó entre las mejores cuatro armadoras del torneo con 150 armados exitosos sobre 548 intentos, un promedio de 24.14 por partido (21.46% éxitos).
Además, como integrante del seleccionado nacional argentino participó en las siguientes competencias:

### Torneos juveniles
| Año  | Competencia                    | Sede       | Resultado |
| ---- | ------------------------------ | ---------- | --------- |
| 2016 | Campeonato Sudamericano Sub-20 | Brasil     | 2°        |
| 2017 | Copa Panamericana Sub-18       | Cuba       | 4°        |
| 2017 | Campeonato Mundial Sub-18      | Argentina  | 7°        |
| 2017 | Copa Panamericana Sub-20       | Costa Rica | 2°        |
| 2018 | Campeonato Sudamericano Sub-20 | Perú       | 2°        |
| 2019 | Campeonato mundial Sub-20      | México     | 11°       |

### Torneos mayores
| Año  | Competencia                             | Sede               | Resultado |
| ---- | --------------------------------------- | ------------------ | --------- |
| 2019 | Torneo Preolímpico                      | Estados Unidos     | n/c       |
| 2019 | Juegos Panamericanos                    | Perú               | 3°        |
| 2020 | Juegos Olímpicos                        | Japón              | 11°       |
| 2022 | Campeonato Mundial de Voleibol Femenino | Polonia/ Eslovenia |           |

## Distinciones individuales
- Mejor armadora - Torneo clasificatorio de voleibol femenino para los Juegos Panamericanos Santiago 2023
- Mejor armadora - Juegos Panamericanos de 2019
- Mejor armadora - Campeonato Sudamericano de Voleibol Femenino Sub-20 de 2018
- Mejor jugadora (MVP) - Campeonato Sudamericano de Voleibol Femenino Sub-20 de 2018
- Mejor saque - Campeonato Mundial Sub-18 de 2017[22]